# Tribu Paiute Bishop
La Tribu Paiute Bishop abans coneguda com a Incis Paiute-Xoixoni de la Comunitat Bishop de la Colònia Bishop Colony és una tribu reconeguda federalment d'amerindis paiute del nord i timbishes de la vall d'Owens, al comtat d'Inyo a l'est de Califòrnia.

## Reserva
La tribu Paiute Bishop té una reserva federal, la Comunitat Bishop de la Colònia Bishop (37° 21′ 58″ N, 118° 25′ 22″ O / 37.36611°N,118.42278°O), l'alta vall d'Owens, sobre la ciutat de Bishop (Califòrnia). La reserva es troba en els vessants més baixos i el con de dejecció a l'Est de Sierra Nevada, i té una superfície de 877 acres (3,55 km²). Aproximadament 1.441 membres de la tribu viuen a la reserva. La reserva fou establerta en 1912. En 1990 hi havia registrades a la tribu 934 persones.

## Idioma
La comunitat Bishop tradicionalment parla les llengües timbisha i mono, ambdues part de les llengües numic de la família Uto-Asteca. El timbisha és numic central i el mono és numic oriental.

## Avui
La seu de la tribu es troba a Bishop, California. La tribu es regeix per un consell tribal de cinc membres elegits. Amb més de 2.000 membres inscrits, la Comunitat Bisbe és la cinquena tribu de nadius americans més gran de Califòrnia. La tribu té el seu propi tribunal tribal i molts programes per als seus membres. Per al desenvolupament econòmic la Comunitat bisbe va crear el Casino Paiute Palace i el restaurant Tu-Kah Novie a Bishop.

## Owens Valley Paiute Shoshone Cultural Center
La tribu gestiona l'Owens Valley Paiute Shoshone Cultural Center situat a Bishop (Califòrnia). El centre mostra artesania i estriss de la zona tribal paiute i xoixoni i té un actiu programa de repatriació a través de NAGPRA. La botiga del museu ven abaloris contemporanis, cistelleria, joieria, brodat amb plomes, i materials educatius.